# Tamarindo, Oaxaca
Tamarindo är en ort i Mexiko.   Den ligger i kommunen San Sebastián Coatlán och delstaten Oaxaca, i den sydöstra delen av landet, 400 km sydost om huvudstaden Mexico City. Tamarindo ligger 593 meter över havet och antalet invånare är 148.
Terrängen runt Tamarindo är kuperad. Runt Tamarindo är det ganska glesbefolkat, med 42 invånare per kvadratkilometer. Närmaste större samhälle är Llano de León, 10,0 km väster om Tamarindo. Omgivningarna runt Tamarindo är en mosaik av jordbruksmark och naturlig växtlighet.